# Родинське (Волгоградська область)
Родинське (рос. Родинское) — село у Єланському районі Волгоградської області Російської Федерації.
Населення становить 249  осіб. Входить до складу муніципального утворення Родинське сільське поселення.

## Історія
Село розташоване у межах українського історичного та культурного регіону Жовтий Клин.
Згідно із законом від 24 грудня 2004 року № 980-ОД органом місцевого самоврядування є Родинське сільське поселення.

## Населення
| 2010 | 2012 | 2013 | 2014 | 2015 | 2016 | 2017 |
| ---- | ---- | ---- | ---- | ---- | ---- | ---- |
| 292  | ↘276 | ↘274 | ↘271 | ↘268 | ↘257 | ↘249 |